# Acredia Versicherung

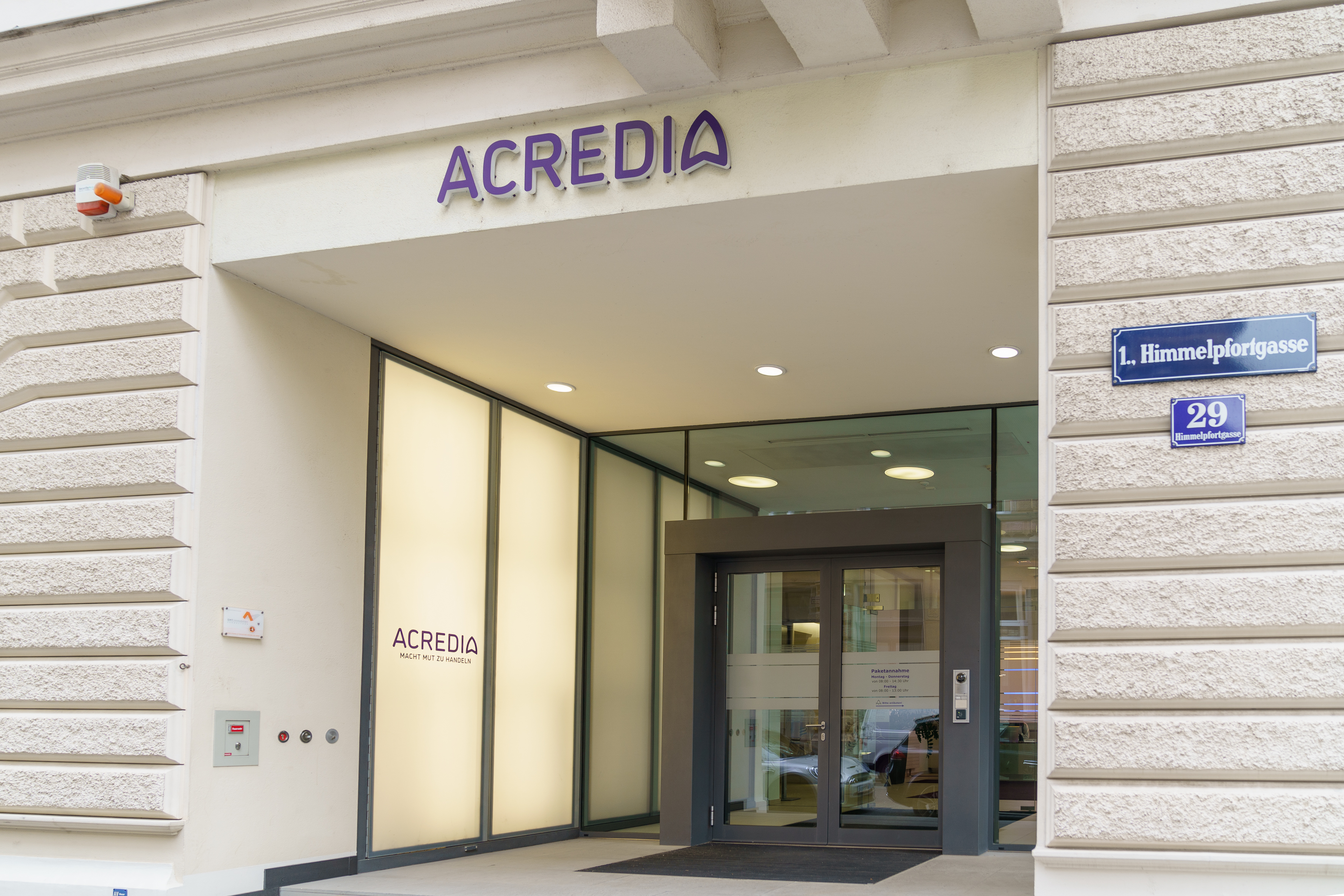
Eingang zum Hauptsitz der Acredia Versicherung AG in der Himmelpfortgasse 29, 1010 Wien

Die Acredia Versicherung AG (Eigenschreibweise ACREDIA) ist eine internationale Kreditversicherung mit Sitz in Wien. Das Unternehmen ist Marktführer in Österreich.
Neben dem Hauptsitz in Wien hat das Unternehmen weitere Standorte in Linz, Graz und Innsbruck und Zagreb.

## Geschichte
- 1989 Unternehmensgründung unter dem Firmennamen Prisma Kreditversicherungs-AG.
- 2013 Markteintritt in Kroatien und Slowenien
- 2014 Fusion mit der OeKB Versicherung AG und Gründung der Acredia Versicherung AG[2], die Marken Prisma und OeKBV werden parallel weitergeführt
- 2019 Alle Geschäftstätigkeiten werden unter der Dachmarke Acredia vereint.
- 2021 erhielt Acredia das EqualitA Gütesiegel des Bundesministeriums für Arbeit und Wirtschaft, das Unternehmen für die innerbetriebliche Förderung von Frauen auszeichnet[3].
- 2022 Beginn des Direktgeschäfts in Kroatien

## Aktionärsstruktur
Die Eigentümer der Acredia Versicherung AG sind die Oesterreichische Kontrollbank (OeKB) mit 51 % sowie die deutsche Euler Hermes AG mit 49 %, die seit 2022 unter der Marke Allianz Trade auftritt.

## Geschäftstätigkeit
Acredia sichert offene Forderungen im In- und Ausland gegen Zahlungsausfall ab und springt ein, falls ein Kunde des Versicherungsnehmers nicht bezahlen kann. Innerhalb von Allianz Trade ist Acredia die Zentrale für Südosteuropa und analysiert die Bonität von Unternehmen in Bosnien-Herzegowina, Kosovo, Kroatien, Montenegro, Nordmazedonien, Serbien und Slowenien. 
Weitere Produkte inkludieren Inkasso, Schutz gegen Insolvenzanfechtung, Bonitätszertifikate sowie die Absicherung von Vermögensschäden durch Wirtschaftskriminalität.